# Danielle Cantor
Danielle Cantor (n. 1994) és una escriptora, fotògrafa i activista comunitària nascuda a Israel, coneguda per la seva tasca en la documentació de cultures mitjançant la gastronomia i per la seva iniciativa solidària durant la pandèmia de COVID-19. És una de les tres dones israelianes que l'any 2024 van figurar en la llista 100 Women de la BBC, amb Einav Zanguaker i Anat Hoffman.

## Carrera professional
Abans de la pandèmia, Cantor gestionava un restaurant de pizza al Mercat Levinsky de Tel Aviv. A més de treballar en el sector de la restauració, s'ha dedicat a escriure i documentar històries utilitzant el menjar com a eina per comprendre les singularitats i lluites de diverses cultures. Aquesta passió es va materialitzar en el projecte Culture of Consumption, on combina fotografia i narrativa per explorar connexions culturals a través de l'alimentació.
El 2020, durant el confinament per la COVID-19, Cantor va cofundar una iniciativa solidària de base amb un grup de dones compromeses amb la justícia alimentària i la lluita contra el malbaratament de menjar. El projecte es va centrar en recollir aliments excedents de restaurants i altres fonts per distribuir-los entre les comunitats més vulnerables. A la seva màxima capacitat, el moviment va arribar a preparar i distribuir més de 15.000 paquets d'aliments a persones en risc, incloent-hi gent gran, famílies desfavorides, persones sense llar, refugiats i sol·licitants d'asil.

## Publicacions i reconeixement
La millor manera d’entendre una cultura és a través del que comparteixen a la taula.
El 2019, Cantor va publicar el seu primer recull d'escrits i fotografies en col·laboració amb l'editorial independent Hell No Publication & Distribution. La presentació del llibre va tenir lloc en un estudi reconegut de Tel Aviv i va ser molt ben rebuda, consolidant el seu lloc com a veu emergent en el món de la narrativa cultural.
Ha obtingut una gran participació i suport de la comunitat local durant les seves accions solidàries.

## Filosofia i activisme
Danielle Cantor defensa la importància de la solidaritat comunitària i l'acció col·lectiva com a resposta als desafiaments socials i econòmics. La seva iniciativa continua evolucionant per adaptar-se a les necessitats canviants de les comunitats a Israel, tot centrant-se en la reducció del malbaratament alimentari i el suport a la població més desfavorida.
Cantor també anima altres persones a establir iniciatives de suport mutu a les seves pròpies comunitats, destacant la necessitat d'entendre les necessitats locals i actuar en conseqüència.

## Projectes actuals
Actualment, Cantor combina la seva tasca en el camp de l’activisme amb projectes d’escriptura i fotografia, esperant publicar futurs treballs que explorin les connexions entre alimentació, cultura i resistència.
Última obra destacada: Culture of Solidarity (2020), una campanya de resposta alimentària per a persones vulnerables durant la pandèmia.